# Weier (Offenburg)
Weier ist eine dazugegliederte Gemeinde von Offenburg in Baden-Württemberg im Ortenaukreis mit etwa 1.650 Einwohnern.

## Geographie

### Nachbargemeinden
Die Grenze der Gemarkung verläuft ringsherum an Gemarkungen von Offenburger Ortsteilen. Im Norden verläuft die Grenze gegen die Gemarkung Griesheim, im Osten gegen die Gemarkung Bühl, im Süden gegen die Gemarkung Waltersweier und im Westen an die Exklave der Gemarkung Bühl.

## Namensgebung
In alten Schriften wird das Dorf mit Wilre bezeichnet. Dieser Name kommt von dem römischen villare und änderte sich im Laufe der Zeit in die heutige Bezeichnung Weier. Auch in dem Wort Weiler kommt der Name in der gleichen Bedeutung vor. Orte mit diesem Namen liegen meistens in einst von den Römern besetzten Gebieten. Der Name Weier hat also nichts mit einer Wasserstelle (Weiher) zu tun. Der Name änderte seine Schreibweise noch mehrmals: 1347 Weyr, 1424 Wilar, 1561 Weyler, 1633 Weyhr, 1657 Weier und später noch einmal kurz Weyhr.

## Geschichte
Der Ort hat sich wahrscheinlich aus einem römischen Gehöft entwickelt. Bisher wurden jedoch keine Urkunden gefunden, anhand derer die genaue Ortsgründung festgelegt werden kann. Neuere Funde (am 12. April 1956 bei Grabarbeiten in der Nähe der Kinderschule) deuten sogar darauf hin, dass in der jüngeren Steinzeit (4000–1800 v. Chr.) hier schon Siedlungen bestanden haben mussten.
Es lässt sich geschichtlich nicht mehr nachweisen, wann der Ort bzw. die Pfarrei Weier gegründet wurde, doch anhand des Bürgerbuches lässt sich sagen, dass Weier früher ein reines Bauerndorf war, sich aber bis heute zu einer reinen Wohnsiedlung entwickelte. Erst um das Jahr 1347 taucht in Urkunden der Name „Weier“ zum ersten Mal auf.
In den Annalen des Klosters Allerheiligen ist zu lesen, dass laut einem Kaufbrief Burkhard Schalle von Weier, ein Leibeigener, für seinen Garten „By der Kirchen“ zehn Pfennig Zinsen jährlich zu bezahlen habe. Ab dieser Zeit lässt sich die Entwicklung des Dorfes Weier anhand von Urkunden und Berichten weiter verfolgen.
Bereits im Jahre 1350 wird eine Bevölkerung von 150 Seelen angegeben. Die verhältnismäßig starke und rasche Entwicklung der Bevölkerung in den letzten zehn Jahren ist auf die Steigerung im Wohnungsbau zurückzuführen. Aus der Vogelperspektive betrachtet, kann man deutlich die neuen Wohngebiete vom alten Dorfkern unterscheiden. Am 1. Dezember 1971 wurde die Gemeinde nach einer Bürgeranhörung im Mai 1971 im Zuge der Verwaltungsreform auf freiwilliger Basis in die Stadt Offenburg eingegliedert.

### Geschichte der Pfarrei
Im Jahre 1391 kam Weier an den Johanniterorden in Straßburg. 1531 ist von der Pfarrkirche St. Johann zu Weyhr by Offenburg die Rede. In den Wirren des Dreißigjährigen Krieges konnte die Pfarrei nicht bestehen bleiben. Einem bischöflichen Straßburgischen Kirchenvisitationsbescheid von 1699 zufolge war die Kirche Weier der Pfarrkirche Bühl einverleibt, 1755 wurde Weier zur Pfarrei erhoben. 1733 die Pfarrgründe errichtet. Als Weier zu Jung-St. Peter gehörte, stand wohl eine Kirche bzw. Kapelle an dem Platz der heutigen Kirche. Gegen das Ende des 15. Jahrhunderts als Vorgängerin der heutigen Kirche gebaut. Früher wurden die Kirchen in West-Ost-Richtung gebaut. 1880 bis 1882 entstand die heutige neugotische Pfarrkirche. Die Länge der alten Kirche wurde als Breite der neuen Kirche genommen (Bauweise jetzt Nord-Süd-Richtung). Über dem Chor der alten Kirche wurde ein massiver Turm aufgeführt (vorher war es ein Dachreiter). Der Chor der alten Kirche ist heute die Taufkapelle.
1880 entstand die heutige Kirche vollständig renoviert. Im Jahr 1917 wurde der Altar durch die Firma Gebrüder Moroder (mit einem neuen Ciboriumtabernakel und einer neuen Predella) umgeändert. Es ist bekannt, dass ab 1949 der Pfarrer Wilhelm Wacker dort seine Arbeit verrichtete und 1965 von Pfarrer Norbert Hertweck abgelöst wurde.

### Wappen
Beschreibung: Das Wappen der Gemeinde zeigt ein Malteserkreuz, überdeckt in der Mitte mit einem Schild, der drei Ringe trägt.
Die Pfarrei Weier gehörte ab 1391 dem Johanniterorden in Straßburg. Damit stand auch die Gemeinde unter der Herrschaft der Johanniter, wobei dann vermutlich das Malteserkreuz als Gemeindewappen übernommen wurde.

## Demographie
Einwohnerzahlen nach dem jeweiligen Gebietsstand.
| Jahr | Einwohnerzahl |
| ---- | ------------- |
| 1814 | 320           |
| 1834 | 380           |
| 1864 | 402           |
| 1913 | 554           |
| 1939 | 590           |
| 1961 | 705           |
| 1970 | 893           |

## Kultur und Sehenswürdigkeiten

### Religionen
Seit der Dekanatsreform am 1. Januar 2008 gehört Weier und die St. Johannes d.T.-Kirche zum Dekanat Offenburg-Kinzigtal und gehört zudem zur Seelsorgeeinheit St. Ursula Katholische Kirchengemeinde.

### Vereine
Trotz der Nähe Offenburgs mit seinen kulturellen Einrichtungen, war in Weier schon immer eine rege Vereinstätigkeit zu verspüren.
- der Männergesangverein Eintracht Weier wurde schon im Jahre 1877 gegründet,
- der Radsportverein Edelweiß kann ebenfalls auf eine lange Vereinsgeschichte zurückblicken, den er wurde 1902 gegründet,
- der Fußballverein Weier besteht seit dem Jahre 1929,
- der Musikverein Weier, wurde 1953 ins Leben gerufen,
- der Tennisclub Weier wurde mit eigener Spielanlage 1979 gegründet.

Auch zur Fastnachtszeit (Faschingszeit) ist man in Weier schon seit einigen Jahren aktiv.
- die Hexengruppe Weier besteht seit 1966
- und die Narrenzunft Wierer Frösch wurde 1979 gegründet.
- der musikalische Spross der Narrenzunft Weier ist die Knallfrosch-Combo, die im Jahre 1995 aus der Taufe gehoben wurde

### Regelmäßige Veranstaltungen
- Fasnacht
- Osterkonzert den Musikvereines – am Wochenende vor den Osterfeiertagen
- traditioneller Maimarsch des Musikvereines am 1. Mai seit 1953
- Knallfrosch-Combo Night – am ersten Oktober-Wochenende

## Wirtschaft und Infrastruktur

### Bildung
Mit dem Anwachsen des Ortsteils Ende der 1960er Jahre wurde auch immer mehr die Dringlichkeit eines Schulhausneubaus und einer Turnhalle in den Vordergrund gerückt. Das alte Schulhaus entstand um die Jahrhundertwende und enthielt zwei Schulräume. 1967 erweiterte die Gemeinde den Kindergarten, wobei einer der neuen Räume für die Schule zur Verfügung gestellt wurde. Dadurch konnten eine dritte Lehrkraft eingestellt und somit die kombinierten Klassen getrennt werden. Die Schülerzahl war im Jahr 1971 auf 126 angestiegen, und die rege Bautätigkeit in Weier ließ noch weiteren Zuwachs erwarten. Bereits 1962 bedrückte die Gemeinde aufgrund dieses Zuwachses die Sorge um einen neuen Schulraum, doch im Zuge der Schulentwicklung mussten diese Pläne erstmals annulliert werden.
Erst 1969 erhielt die Gemeinde dann wieder den Auftrag, einen Architektenwettbewerb für den Bau einer Nachbarschaftsschule für die vier Gottswaldgemeinden auszuschreiben. Im Frühjahr 1972 begann man schließlich mit dem Bau der neuen Schule. So konnte man dann am 2. Juni 1973 die neue Schule und die Turn- und Festhalle einweihen.

### Verkehr
Durch Weier führt die Kreisstraße 5324.